# Posluga
Kućni radnik je osoba koja radi u domaćinstvu poslodavca. Izraz „domaća služba” odnosi se na ekvivalentnu kategoriju zanimanja. U tradicionalnim kontekstima, za takvu osobu se govorilo da je „u službi”. Domaći pomagači pružaju razne usluge u domaćinstvu za pojedinca ili porodicu, od pružanja nege deci i starijim licima do posluživanja, uključujući čišćenje i održavanje domaćinstva. Ostale odgovornosti mogu uključivati kuvanje, pranje rublja i peglanje, kupovinu hrane i druge kućne poslove. Uvek je postojala potreba za takavim poslom, ali pre Industrijske revolucije i pojave uređaja za uštedu rada, oni su bili fizički mnogo zahtevniji.
Neki domaći pomagači žive u domaćinstvu svog poslodavca. U nekim slučajevima, doprinos i veština slugu, čiji je rad obuhvatao složene upravljačke zadatke u velikim domaćinstvima, bili su veoma cenjeni. Međutim, uglavnom je domaći posao zahtevan i potcenjen. Iako je zakonodavstvo koje štiti domaće radnike primenjivo u mnogim zemljama, ono se često ne primenjuje u velikoj meri. U mnogim nadležnostima domaći rad je slabo regulisan i domaći radnici su izloženi ozbiljnim zlostavljanjima, uključujući ropstvo. 
Sluga je starija reč za „domaćeg radnika”, mada nisu sve sluge radile unutar kuće. Kućna služba, ili zapošljavanje ljudi za plate u prebivalištu poslodavca, ponekad se jednostavno nazivalo „služenjem” i često je bilo deo hijerarhijskog sistema. U Britaniji je visoko razvijen sistem domaćeg servisa dostigao vrhunac pri kraju viktorijanske ere, možda dostižući svoje najkomplikovanije i kruto strukturirano stanje tokom edvardanskog perioda (period poznat u Sjedinjenim Državama kao pozlaćeno doba, a u Francuskoj kao Belle Époque), što je odražavalo ograničenu socijalnu mobilnost pre Prvog svetskog rata.

## Terminologija
Ostali termini uključuju domaći pomagač, kućni sluga, sluga ili lakej.

## Istorija
Prema proceni organizacije ILO iz 2015. godine, baziranoj na nacionalnim anketama i/ili popisu stanovništva 232 zemlje i teritorije, broj domaćih radnika iznosi oko 67,1 miliona. Ali i sama ILO navodi da „stručnjaci kažu da bi zbog činjenice da je ovakav posao često skriven i neregistrovan, ukupan broj domaćih radnika mogao biti i sto miliona”. ILO takođe navodi da su 83% domaćih radnika žene, i da su mnogi radnici migranti.
U Gvatemali, procenjuje se da osam odsto svih žena rade kao domaće radnice. One jedva da imaju zakonsku zaštitu. Prema gvatemalskom zakonu o radu, domaći rad „nije podložan statutu radnog vremena niti propisima o maksimalnom broju radnih sati u danu”. Pravno, domaći pomagači imaju pravo na samo deset sati slobodnog vremena u roku od 24 sata i jedan slobodan dan u nedelji. Ali vrlo često se ovi minimalni zakoni o zapošljavanju ne poštuju, kao i osnovne građanske slobode.
U Sjedinjenim Državama, domaći radnici su generalno isključeni iz mnogih zakonskih zaštita koje se pružaju drugim klasama radnika, uključujući odredbe Nacionalnog zakona o radnim odnosima. Međutim, poslednjih godina, grupe za zastupanje kao što je Nacionalna alijansa domaćih radnika uspele su da unesu Povelju o pravima domaćih radnika u državni zakon u Njujorku, Havajima i Kaliforniji.
Tradicionalno, domaći radnici su uglavnom žene i verovatno su imigranti. Trenutno ima 1,8 miliona domaćih radnika, a veruje se da je desetine hiljada ljudi na prinudnom radu u Sjedinjenim Državama. Američki radnici kao pomoć u kući, većinom pripadnice manjinskih grupa, zarađuju niske plate i često ne primaju penziju ili zdravstvene beneficije zbog nedostatka osnovne zaštite na radu.
Domaći radnici su takođe isključeni iz vremena godišnjeg odmora, bolovanja i prekovremenog rada, a samo trinaest odsto domaćih radnika ima zdravstveno osiguranje koje obezbeđuju njihovi poslodavci. Izveštaj Nacionalne alijanse domaćih radnika i pridruženih grupa otkrio je da skoro četvrtina dadilja, negovateljica i zdravstvenih radnika u kući zarađuje manje od minimalne zarade u državama u kojima rade, a da je skoro polovina – 48 odsto – plaćena manje od potrebnog za adekvatnu izdržavanje porodice. Mnogi od ovih radnika su izloženi zlostavljanju, seksualnom uznemiravanju i društvenoj nejednakosti. Međutim, pošto domaći radnici rade u kući, njihove borbe su skrivene u kući i van žiže javnosti. U današnje vreme, sa povećanjem moći, zajednica domaćih radnika je formirala mnoge organizacije, kao što su Nacionalna alijansa domaćih radnika, Ujedinjeni domaći radnici i Južnoafrička unija za kućne službe i Savezna radnička unija.
U industriji rada u domaćinstvu širom sveta dominiraju žene. Iako je industrija rada u kući povoljna za žene jer im pruža sektor kojem imaju značajan pristup, može se pokazati i kao štetna jačanjem rodne nejednakosti kroz ideju da je rad u kući industrija kojom treba da dominiraju žene. U okviru industrije rada u domaćinstvu, mnogo manji udeo poslova koje obavljaju muškarci nisu isti poslovi koje obično obavljaju žene. U industriji brige o deci, muškarci čine samo oko 3–6% svih radnika. Pored toga, u industriji brige o deci, muškarci češće ispunjavaju uloge koje nisu domaće prirode, već administrativne, kao što je menadžerska uloga u dnevnom centru.
Dok se nekada verovalo da je industrija domaćeg rada industrija koja je pripadala prošlom tipu društva i nije pripadala modernom svetu, trendovi pokazuju da iako su elementi domaće radne industrije menjali, sama industrija nije pokazivala nikakve znakove nestajanja, već samo znakova transformacije. Postoji nekoliko specifičnih uzroka koji su zaslužni za nastavak ciklusa potražnje za radom u kući. Jedan od ovih uzroka je taj što se sve više žena zapošljava sa punim radnim vremenom, dvostruko zaposleno domaćinstvo sa decom stavlja veliki teret na roditelje. Međutim, tvrdi se da ovaj teret ne bi rezultirao potražnjom za radom van kuće ako bi muškarci i žene pružali jednak nivo napora u kućnom radu i podizanju dece u sopstvenom domu.
Potražnja za domaćim radnicima je takođe postala prvenstveno ispunjena domaćim radnicima migrantima iz drugih zemalja koji hrle u bogatije zemlje da bi ispunili potražnju za pomoći kod kuće. Ovaj trend prelivanja domaćih radnika iz siromašnijih u bogatije nacije stvara odnos koji na nekim nivoima podstiče oslobađanje jedne grupe ljudi na račun eksploatacije druge. Iako je domaći rad daleko od toga da isčezava iz društva, potražnja za njim i ljudima koji tu potražnju ispunjavaju vremenom se drastično promenila.

## Literatura
- The Duties of Servants; by a member of the aristocracy, author of 'Manners and Rules of Good Society'. London: F. Warne & Co., 1894
- A Few Rules for the Manners of Servants in Good Families. Ladies' Sanitary Association, 1901
- The Servants' Practical Guide: a handbook of duties and rules; by the author of 'Manners and Tone of Good Society'. London: Frederick Warne & Co., [1880]
- The Management of Servants: a practical guide to the routine of domestic service; by the author of "Manners and Tone of Good Society." (the same work under a different title)
- Dawes, Frank (1973). Not in Front of the Servants: domestic service in England 1850–1939. London: Wayland. ISBN 978-0-85340-287-9..
- Evans, Siân Life below Stairs in the Victorian and Edwardian Country House. 2011.. National Trust Books
- --do.--"Yells, Bells and Smells ... from royal visits ... to the case of the cook and the freezer", in: National Trust Magazine; Autumn 2011, pp. 70–73
- Musson, Jeremy (2009). Up and Down Stairs: the history of the country house servant. London: John Murray. ISBN 978-0-7195-9730-5.
- Ray; Qayum (2009). Cultures of Servitude: Modernity, Domesticity, and Class in India. Stanford University Press, Standford. ISBN 9780804771092.
- Steedman, Carolyn (2009). Labours Lost: Domestic Service and the Making of Modern England. Cambridge University Press, Cambridge. ISBN 9780521736237.
- Sinha; Varma; Jha. Servants' Pasts: Sixteenth to Eighteenth Century, South Asia, Vol. 1. New Delhi: Orient Blackswan. 2019. ISBN 978-9-3528-7664-8..
- Sinha; Varma (2019). Servants’ Pasts: Late-Eighteenth to Twentieth-Century South Asia, Vol. 2. Orient Blackswan New Delhi. ISBN 978-9352876945. Архивирано из оригинала 25. 12. 2019. г. Приступљено 19. 12. 2019.

## Spoljašnje veze
- -author= -
- -author= -
- -author= -
- -author= -